# Glen Echo
Glen Echo és una població dels Estats Units a l'estat de Maryland. Segons el cens del 2000 tenia 242 habitants.

## Demografia
Segons el cens del 2000, Glen Echo tenia 242 habitants, 91 habitatges, i 63 famílies. La densitat de població era de 849,4 habitants/km².
Dels 91 habitatges en un 39,6% hi vivien nens de menys de 18 anys, en un 63,7% hi vivien parelles casades, en un 5,5% dones solteres, i en un 29,7% no eren unitats familiars. En el 15,4% dels habitatges hi vivien persones soles el 6,6% de les quals corresponia a persones de 65 anys o més que vivien soles. El nombre mitjà de persones vivint en cada habitatge era de 2,66 i el nombre mitjà de persones que vivien en cada família era de 3.
Per edats la població es repartia de la següent manera: un 24,8% tenia menys de 18 anys, un 2,9% entre 18 i 24, un 32,6% entre 25 i 44, un 32,2% de 45 a 60 i un 7,4% 65 anys o més.
L'edat mediana era de 39 anys. Per cada 100 dones de 18 o més anys hi havia 93,6 homes.
La renda mediana per habitatge era de 122.409 $ i la renda mediana per família de 134.741 $. Els homes tenien una renda mediana de 64.375 $ mentre que les dones 76.784 $. La renda per capita de la població era de 56.728 $. Cap de les famílies i l'1,7% de la població estaven per davall del llindar de pobresa.

## Poblacions més properes
El següent diagrama mostra les poblacions més properes.